# نور کارمیراوان
نور کارمیراوان (ارمنی: Նոր Կարմիրավան؛ پاپراوند ترکی آذربایجانی: Papravənd) یک منطقهٔ مسکونی در جمهوری آرتساخ است که در استان مارتاکرت واقع شده‌است.